# Wachberg (Lausitzer Bergland)
Der Wachberg ist ein 496,6 Meter hoher Berg etwa einen Kilometer nördlich von Saupsdorf unmittelbar an der Grenze zu Tschechien.

## Geschichte
Der wahrscheinlichste Ursprung des Namens geht auf „Wache-Berg“ zurück, da im 15. Jahrhundert die Grenze zwischen dem Königreich Böhmen und dem Kurfürstentum Sachsen entlang des Bergkammes verlief und der Berg von den Grenzwächtern als Aussicht und Wachstation genutzt wurde.
Der Chronist Götzinger berichtete 1812, dass der Saupsdorfer Lehnrichter Thiermann, damals Eigentümer des Berges, auf dem Gipfel ein unbewirtschaftetes Berghäuschen errichten ließ. Im Zuge des aufkommenden Tourismus in der Sächsischen Schweiz ließ Thiermann 1851 ein erstes Berggasthaus und einen hölzernen Aussichtsturm errichten. Aus dieser Zeit stammt auch die Bezeichnung „Schweizerkrone“, unter der der Berg heute vor allem in der Tourismusbranche bekannt ist. Heute gibt es auf dem Berg die Wachbergbaude, eine Gaststätte mit Pension, die sich seit 1898 in Familienbesitz befindet.
Am 30. September 2011 wurde auf dem Berg anlässlich des 200. Jahrestages der dortigen Notlandung der Ballonfahrerin Wilhelmine Reichard eine Gedenktafel enthüllt.

## Geologie
Der Berg gehört landschaftlich zur Sächsischen Schweiz, geologisch jedoch zum Lausitzer Bergland. Das Bergmassiv besteht aus Lausitzer Granodiorit, in den Hangwäldern finden sich auch Blockhalden. Das Gestein wird am Südhang von einem Basaltstock durchdrungen, der bis Ende des 19. Jahrhunderts in einem heute überwachsenen Steinbruch unterhalb des Gipfelplateaus abgebaut wurde.

## Tourismus
Der Berg bietet eine weiträumige Aussicht auf die Tafelberge des Elbsandsteingebirges im Süden und das Osterzgebirge mit Geisingberg und Kahleberg im Südwesten. Im Osten reicht der Blick bei sehr guten Sichtbedingungen zur Schneekoppe im Riesengebirge.
Entlang des Bergkammes verläuft der von Sebnitz nach Hinterhermsdorf führende „Dr.-Alfred-Meiche-Weg“ – ein Gebirgswanderweg, der zu Ehren des deutschen Historikers und Volkskundlers Alfred Meiche eingerichtet wurde und hier gleichzeitig ein Teilstück des Europäischen Fernwanderwegs E3 bildet. Auch zweigt unweit der Baude ein grenzüberschreitender Wanderweg in das benachbarte Mikulášovice in Tschechien ab.
Von Saupsdorf aus führt eine Straße bis zu einem Parkplatz direkt unterhalb der Bergkuppe, wobei die Zufahrt aber im Winter erheblich eingeschränkt sein kann.